# Moara Grecilor, Vaslui
Moara Grecilor este o localitate componentă a municipiului Vaslui din județul Vaslui, Moldova, România.
 Acest articol despre o localitate din județul Vaslui este deocamdată un ciot. Puteți ajuta Wikipedia prin completarea lui.